# 恩斯岛国家公园
恩斯岛国家公园（瑞典語：Ängsö nationalpark）是瑞典的一個國家公園，位于恩斯岛（瑞典語：Ängsö，意为“草地之岛”），以其魅力的自然景色和傳統的農業景觀而著稱，成立於1909年。恩斯岛国家公园只能通過水路到達，島上有天然港口。島上也有眾多歷史和文化古蹟。